# Eriosema brevipes
Eriosema brevipes är en ärtväxtart som beskrevs av John Wesley Grear. Eriosema brevipes ingår i släktet Eriosema och familjen ärtväxter. Inga underarter finns listade i Catalogue of Life.